# Mark Noble (ciclista)
Marcus "Mark" Noble (nascido em 23 de maio de 1963) é um ex-ciclista britânico, natural da Alemanha. Em 1984, ele defendeu as cores do Reino Unido na prova de perseguição por equipes nos Jogos Olímpicos de Los Angeles e terminou em décimo segundo lugar.